# Gomphocarpus fruticosus
Gomphocarpus fruticosus (L.) W.T. Aiton  , detto comunemente albero della seta, è un arbusto della famiglia delle Apocinacee, originario dell'Africa australe.
È provvisto di semi avvolti da lunghi peli usati come fibra tessile.

## Tassonomia
Sono note le seguenti sottospecie:
- Gomphocarpus fruticosus subsp. fruticosus
- Gomphocarpus fruticosus subsp. decipiens (N.E.Br.) Goyder & Nicholas
- Gomphocarpus fruticosus subsp. flavidus (N.E.Br.) Goyder
- Gomphocarpus fruticosus subsp. rostratus (N.E.Br.) Goyder & Nicholas
- Gomphocarpus fruticosus subsp. setosus (Forssk.) Goyder & Nicholas